# Glen Richardson
Glen Gordon Richardson (* 20. September 1955 in Barrie, Ontario) ist ein ehemaliger kanadischer Eishockeyspieler, der im Verlauf seiner aktiven Karriere zwischen 1972 und 1978 unter anderem 24 Spiele für die Vancouver Canucks in der National Hockey League (NHL) auf der Position des linken Flügelstürmers bestritten hat. Den Großteil seiner kurzen Profikarriere verbrachte Richardson jedoch in der Central Hockey League (CHL) bei den Tulsa Oilers, mit denen er im Jahr 1976 den Adams Cup gewann.

## Karriere
Richardson verbrachte seine Juniorenzeit zwischen 1972 und 1975 in der Ontario Hockey Association (OHA) bzw. Ontario Major Junior Hockey League (OMJHL). Dort war er in diesem Zeitraum für drei verschiedene Teams aktiv. Zunächst lief der Flügelstürmer in der Saison 1972/73 für die Kitchener Rangers auf, wechselte aber nach seiner Rookiespielzeit innerhalb der Liga zu den Hamilton Red Wings. Als das Franchise im Sommer 1974 den Besitzer wechselte, verblieb der Stürmer in der Stadt und verbrachte sein letztes Juniorenjahr im Trikot des nun Hamilton Fincups genannten Teams. Mit 21 Scorerpunkten hatte er maßgeblichen Anteil am Erreichen der Finalserie um den J. Ross Robertson Cup, die allerdings gegen die Toronto Marlboros verloren ging. In der Folge wurde er im NHL Amateur Draft 1975 in der vierten Runde an 64. Position von den Vancouver Canucks aus der National Hockey League (NHL) sowie im WHA Amateur Draft 1975 in der dritten Runde an 38. Stelle von den Winnipeg Jets aus der zu dieser Zeit mit der NHL in Konkurrenz stehenden World Hockey Association (WHA) ausgewählt.
Zur Spielzeit 1975/76 entschied sich der Kanadier in die Organisation der Vancouver Canucks zu wechseln. Im Saisonverlauf spielte Richardson hauptsächlich für deren Farmteam, die Tulsa Oilers, in der Central Hockey League (CHL). Gleichzeitig kam er aber auch zu 24 NHL-Einsätzen für Vancouver, in denen er neunmal punktete. Mit den Oilers gewann er am Saisonende den Adams Cup der CHL. In den folgenden beiden Spielzeiten gehörte der Angreifer ausschließlich zum Kader Tulsas und konnte keinen weiteren Einsatzzeiten in der NHL sammeln. Nach insgesamt 211 CHL-Partien beendete Richardson bereits im Sommer 1978 kurz vor seinem 23. Geburtstag seine Karriere als aktiver Spieler.

## Erfolge und Auszeichnungen
- 1976 Adams-Cup-Gewinn mit den Tulsa Oilers

## Karrierestatistik
(Legende zur Spielerstatistik: Sp oder GP = absolvierte Spiele; T oder G = erzielte Tore; V oder A = erzielte Assists; Pkt oder Pts = erzielte Scorerpunkte; SM oder PIM = erhaltene Strafminuten; +/− = Plus/Minus-Bilanz; PP = erzielte Überzahltore; SH = erzielte Unterzahltore; GW = erzielte Siegtore; 1 Play-downs/Relegation; Kursiv: Statistik nicht vollständig)